# 利川物流センター建設現場火災
利川物流センター建設現場火災（イチョンぶつりゅうセンターけんせつげんばかさい）は、2020年4月29日に大韓民国京畿道利川市の物流センター建設現場で発生した火災である。
火災は、建設中の物流センター地下2階で断熱材（ウレタン）を使用した作業中に発生した。ウレタンは可燃性が高く、作業に使用された接着剤や火花などが引火源になった可能性が高いとされている。
また、火災当時、建物内の換気設備や避難経路の整備が不十分であったこと、安全管理体制の不備、消火設備の不在などが重なり、被害を拡大させた。